# Kostyantyn Zhevago
Kostyantyn Valentynovych Zhevago (tiếng Ukraina: Костянтин Валентинович Жеваго, tiếng Nga: Константин Валентинович Жеваго; sinh ngày 7 tháng 1 năm 1974) là một doanh nhân tỷ phú người Ukraina. Ông là người Đông Âu đầu tiên giới thiệu một trong những công ty của mình - Ferrexpo tới Sở giao dịch chứng khoán Luân Đôn. Zhevago kiểm soát Tập đoàn "Tài chính và Tín dụng" — một trong những tập đoàn lớn nhất của Ukraina; giữ chức chủ tịch danh dự của FC Vorskla. Ông là thành viên của Verkhovna Rada (quốc hội Ukraina) từ năm 1998 đến năm 2019.

## Thời thơ ấu và sự nghiệp
Kostyantyn Valentynovych Zhevago sinh ngày 7 tháng 1 năm 1974 tại làng Iultin, tỉnh Magadan viễn đông của Nga, trong một gia đình kỹ sư khai thác mỏ.
Năm 1991, Zhevago vào học Đại học Kinh tế Quốc gia Kyiv, chuyên ngành kế toán và phân tích hoạt động kinh tế đối ngoại. Năm 1996, ông tốt nghiệp thạc sĩ kinh tế và năm 2003, ông bảo vệ luận án tiến sĩ về “Đầu tư quốc tế và phát triển kinh tế hiệu quả” tại Đại học Kinh tế Quốc gia Kyiv.

## Kinh doanh
Khi còn đang đi học, Zhevago bắt đầu sự nghiệp ở vị trí giám đốc tài chính của tập đoàn "Tài chính và Tín dụng" (tiếng Ukraina: ЗАТ "Фінанси та Кредит", tiếng Nga: ЗАО "Финансы и Кредит"), ông giữ chức vụ này từ năm 1993 đến năm 1996. Từ năm 1996 đến năm 1998, ông giữ các chức vụ chủ tịch tập đoàn "Tài chính và Tín dụng", phó hội đồng tập đoàn đại chúng "Xí nghiệp chế biến quặng Poltava" (tiếng Ukraina: ВАТ "Полтавський ГЗК", tiếng Nga: ОАО "Полтавский ГОК") và là thành viên của ban giám sát tập đoàn công cộng "Ukrnafta" (tiếng Ukraina: ВАТ "Укрна́фта", tiếng Nga: ОАО "Укрна́фта").
Kostyantin Zhevago, khi đó là một nhà đầu tư 35 tuổi, trở thành triệu phú người Ukraina đầu tiên giới thiệu một trong những công ty của mình - Ferrepo tới Sở giao dịch chứng khoán London. Vào mùa thu năm 2007 Ferrepo đã được thêm vào Chỉ số FTSE 250.
Tạp chí Forbes đã vinh danh Kostyantin Zhevago là tỷ phú trẻ nhất ở châu Âu tự mình tạo dựng tài sản. Ngân hàng "Tài chính và Tín dụng" của ông là một trong TOP-10 ngân hàng lớn nhất Ukraina với hàng trăm chi nhánh trên khắp Ukraina. Ông kiểm soát các doanh nghiệp đã phát triển và thành công trong lĩnh vực khai thác mỏ và luyện kim, đóng tàu, cơ khí, sản xuất ô tô hạng nặng, dược phẩm và công nghiệp thực phẩm ở Ukraina cũng như các nước Tây Âu và Trung Đông. Sở hữu đội bóng của Giải bóng đá ngoại hạng Ukraina FC Vorskla Poltava.

## Hoạt động chính trị
Ở Ukraina, Zhevago hoạt động chính trị một cách tích cực. Vào tháng 3 năm 1998, ông lần đầu tiên được bầu làm Đại biểu Nhân dân Ukraina từ khu vực bầu cử thứ 149 của Ukraina, nằm ở tỉnh Poltava. Tháng 6 năm 1998, Zhevago Kostyantin là thành viên ủy ban quốc hội về các vấn đề chính sách kinh tế, quản lý kinh tế nhà nước, tài sản và đầu tư. Vào tháng 4 năm 2002, ông tái đắc cử, lần này là ở khu vực bầu cử thứ 150 của Ukraina (cũng ở tỉnh Poltava). Từ tháng 6 năm 2002, ông là thành viên của Ủy ban Pháp lý Verkhovna Rada và là thành viên của phái đoàn thường trực Verkhovna Rada tại PACE.
Từ tháng 5 năm 2006 đến tháng 4 năm 2007, Zhevago là Đại biểu Nhân dân Ukraina thuộc Khối Yulia Tymoshenko. Năm 2007, Zhevago được bầu lại làm Đại biểu Nhân dân Ukraine từ Khối Yulia Tymoshenko. Ông đã không tham gia toàn bộ 51 phiên họp quốc hội trong năm 2010.
Zhevago trở lại Verkhovna Rada một lần nữa sau cuộc bầu cử quốc hội Ukraina năm 2012, giành chiến thắng với hơn 60% với tư cách là ứng cử viên độc lập ở quận 150 được tái lập. Người kế nhiệm Khối Yulia Tymoshenko, Batkivshchyna, không có ứng cử viên riêng ở quận này. Zhevago không tham gia một phe phái nào trong Verkhovna Rada.
Trong cuộc bầu cử quốc hội Ukraina năm 2014, Zhevago lại được bầu lại vào quốc hội với tư cách là thành viên độc lập ở quận 150, lần này với 43,81% số phiếu bầu. Ông lại không tham gia một phe phái nào.
Trong cuộc bầu cử quốc hội Ukraina năm 2019, Zhevago đã không giành lại được ghế của mình, kết thúc sự nghiệp 21 năm làm Đại biểu Nhân dân. Ông đã thua cuộc bầu cử ở quận 150 với 24,9% phiếu bầu. Ứng cử viên chiến thắng là Oleksiy Movchan từ đảng Đầy tớ của Nhân dân, người đã giành chiến thắng với 41% phiếu bầu.

## Tài sản
Theo Forbes, ông là tỷ phú trẻ nhất Ukraina. Vào tháng 3 năm 2012, Forbes đã xếp ông vào danh sách tỷ phú của Forbes ở vị trí thứ 719 với tài sản 1,8 tỷ USD.
Vào tháng 8 năm 2022, ông mua lại Hôtel de Jarnac, một dinh thự trị giá 39 triệu đô la ở Paris, được xây dựng ban đầu vào cuối thế kỷ 18 cho một nhà thầu xây dựng các tòa nhà của nhà vua.